# Dașor
Dașor je desna pritoka rijeke Iad u Rumunjskoj.  Ulijeva se u Iad u mjestu Remeți, općina Bulz. Duljina joj je 9 km, a površina porječja 33 km2.